# Luigi Asquasciati
Luigi Asquasciati, noto anche con lo pseudonimo di Renzo Laurano (Sanremo, 2 febbraio 1905 – Sanremo, 16 maggio 1986), è stato un poeta italiano.

## Biografia
Nacque il 2 febbraio 1905, da una famiglia di banchieri e possidenti fondiari di Sanremo a cui era appartenuto Bartolomeo Asquasciati (1831-1908), che era stato sindaco della città per quattordici anni, e l'omonimo alpinista Bartolomeo Asquasciati (1877-1933), pioniere dell'esplorazione delle Alpi Marittime. La madre era Maria Accame, di una famiglia di Pietra Ligure.
Si laureò a Genova prima in giurisprudenza (1928) e poi in lettere (1934), partecipando negli stessi anni al fervore mondano e culturale di Sanremo, con i premi Sanremo, multidisciplinari, i Lunedì letterari, i Giovedì della poesia e i cicli di conferenze della nuova gestione del Casinò municipale e la direzione della stagione teatrale affidata a Luigi Pirandello. Cultore appassionato di sport e affascinato aderì inizialmente al Fascismo. Fu tra i fondatori dell'Istituto di cultura popolare fascista, presidente fino al 1931 del Comitato comunale dell'Opera nazionale Balilla, fiduciario provinciale alle Belle arti e alle biblioteche per l'Associazione fascista della scuola.
Fin dagli anni Venti scelse lo pseudonimo Renzo Laurano per l'edizione delle sue poesie: il nome Renzo sarebbe stato scelto per gli echi letterari-manzoniani; Laurano come ideale richiamo all'"alloro di poesia e di vittoria". Nel 1930 pubblicò dieci poesie sulla rivista poetica milanese Il convegno; poco dopo pubblicò la raccolta Chiara ride, premiata nel 1934 alla Biennale internazionale d'arti di Venezia. Nel 1939 pubblicò la sua seconda più importante raccolta poetica Gli angeli di Melozzo da Forlì, ispirati dalla relazione con la coreografa Wally Ficini. In questo periodo iniziò anche a tradurre i trovatori provenzali e canzoni e poesie dalla lingua occitana. 
Durante la seconda guerra mondiale partecipò come ufficiale del Regio esercito italiano alla campagna di Russia: nel 1941 ottenne una medaglia d'argento al valor militare per aver guidato un'azione che permise di rompere l'accerchiamento del 90º Reggimento di fanteria "Cosseria" sul Don. Venne anche creduto morto, facendo ritorno a Sanremo dopo che erano già stati pubblicati i suoi necrologi.
Nel dopoguerra lavorò come insegnante negli istituti tecnici di Sanremo e di Imperia. Continuò a promuovere e a partecipare come giurato o organizzatore a numerosi premi artistico-letterari nella regione ("5 bettole" di Bordighera; "Cittadella"; varie edizioni del premio "Giuseppe Villaroel"; il premio "Riviera dei fiori"; premio letterario "Antonio Rubino", dedicato alla letteratura per l'infanzia, di cui fu diretto promotore e creatore; i premi Sanremo; e altri. Contemporaneamente fu membro della Commissione di vigilanza della Biblioteca civica di Sanremo.
Agli inizi degli anni 1970 Laurano fu più volte presidente della Commissione per l'assegnazione del miglior testo poetico del Festival di Sanremo. Nell'agosto del 1972 fondò, insieme ad un piccolo gruppo eterogeneo di persone (tra i quali Lino Ligato, attore; Gabriele Boscetto, avvocato; Rita Grana, operaia; Laura Ruffini, storica dell'arte) il Club Tenco, in memoria del cantautore morto suicida durante la XVII edizione del Festival.
Nel dopoguerrapubblicò ancora una sola raccolta completa di poesie, Calendari, la frana: il più lungo dei componimenti, che dà il titolo alla raccolta, era stato edito a Londra in inglese nel 1965 con il titolo Calendars, the landslide (tradotto in inglese. Componimenti di Laurano furono tradotti saltuariamente anche in francese, tedesco, portoghese, greco e romeno.
Negli stessi anni Laurano pose anche mano ad un'antologia, curata in collaborazione con Gaetano Salveti, per conto della casa editrice Nuova Accademia, con l'obiettivo di riunire i più significativi componimenti poetici italiani relativi alle guerre dal Risorgimento al secondo dopoguerra: Le cinque guerre: poesie e canti (1965).
Morì a Sanremo il 16 maggio 1986; poco prima della morte aveva redatto testamento con il quale lasciava il proprio patrimonio di libri, quadri e il proprio archivio personale al comune di Sanremo.
Nell'anno 2011 viene istituito a Sanremo, per iniziativa del Circolo Ligustico Arte e Ambiente, il Premio "Renzo Laurano" dedicato a personalità della cultura che abbiano esportato la loro "ligusticità" all'estero. Tra i premiati, a cadenza annuale, vi sono lo scrittore Giuseppe Conte (scrittore), il romanziere Marino Magliani, i musicisti Carlo Aonzo, Dodo Goya, Andrea Dulbecco, il filologo "normalista" Davide Conrieri.

### Archivio personale
L'archivio personale del poeta matuziano Renzo Laurano (pseudonimo di Luigi Asquasciati) giunse in possesso della Biblioteca civica "dott. Francesco Corradi" di Sanremo per espressa volontà testamentaria dello stesso Laurano; con testamento olografo, pubblicato dal notaio Antonio Greco il 6 giugno 1986, Luigi Asquasciati donava in favore del Comune di Sanremo la propria biblioteca personale (4600 volumi), il proprio epistolario e archivio e una collezione di 87 opere d'arte (tra quadri e stampe antiche), vincolando il lascito alla conservazione dei beni presso la biblioteca e il museo civici di Sanremo. Gli incaricati del Comune poterono, nel corso del marzo 1986, entrare nell'appartamento-studio del poeta per cominciare la catalogazione del molto materiale, prima di traslocarlo nelle sedi di destinazione.
Nell'archivio di Renzo Laurano si conservano tanto documenti personali utili a ricostruirne la vita e il profilo personale (i natali agiati, la giovinezza nell'agiatezza tra feste, arte e cultura, l'iniziale adesione al fascismo, l'eroica condotta nella campagna di Russia, il rapporto con le figure femminili), quanto la carriera artistico - professionale (il successo ottenuto nei concorsi letterari, le fortunate raccolte di poesie, il coinvolgimento nelle giurie e l'impegno nei numerosi premi letterari liguri e italiani, l'opera di traduttore, gli incarichi di docente e quelli presso la biblioteca civica di Sanremo, il rapporto con la musica nella fondazione del Club Tenco). 
Il cospicuo nucleo di documenti che costituisce l'epistolario rappresenta il naturale elemento di unione tra le due nature, privata e professionale, dell'archivio Laurano.
Bisogna, inoltre, segnalare la presenza di un nucleo di 12 lettere scritte da Giuseppe Garibaldi alla poetessa Caroline Giffard Phillipson. Fu proprio quest'ultima a donarle a Bartolomeo Asquasciati, nonno di Renzo Laurano, durante la sua permanenza nella cittadina rivierasca, alla fine del XIX secolo. Per tale via giunsero tra le carte di famiglia del poeta e sono attualmente conservate presso il Museo Civico di Palazzo Borea d'Olmo in Sanremo.